# Elitloppet 2006
Elitloppet 2006 var den 55:e upplagan av Elitloppet, som gick av stapeln söndagen den 28 maj 2006 på Solvalla i Stockholm. Finalen vanns i efterhand av Björn Goop och hästen Conny Nobell, tränad av Olle Goop.

## Dopingskandalen
Hästen Jag de Bellouet hade stått på Solvallas önskelista i flera år, och var det stora dragplåstret för årets upplaga av Elitloppet. I finalen var denne även först i mål, på rekordtiden 1.09,4. Det framkom senare efter dopingprov tagits att både Jag de Bellouet och tvåan Lets Go var dopade, vilket gjorde att Björn Goop och Conny Nobell stod som vinnare. De dopade hästarna förlorade sina placeringar i både kval och finalheat. Även prispengarna från finalen förlorades, men eftersom det inte togs något dopingprov efter kvalheatet fick de behålla de prispengarna.

## Upplägg och genomförande
Elitloppet är ett inbjudningslopp och varje år bjuds 16 hästar som utmärkt sig in till Elitloppet. Hästarna lottas in i två kvalheat, och de fyra bästa i varje försök går vidare till finalen som sker 2–3 timmar senare samma dag. Desto bättre placering i kvalheatet, desto tidigare får hästens tränare välja startspår inför finalen. Samtliga tre lopp travas sedan 1965 över sprinterdistansen 1 609 meter (engelska milen) med autostart (bilstart). I Elitloppet 2006 var förstapris i finalen 2,5 miljoner kronor, och 250 000 kronor i respektive kvalheat.

## Kvalheat 1
| P       | S | Häst          | Kusk                   | Tränare            | Land      | Odds  | Tid      |
| ------- | - | ------------- | ---------------------- | ------------------ | --------- | ----- | -------- |
| 1       | 1 | Conny Nobell  | Björn Goop             | Olle Goop          | Sverige   | 3,61  | 1.12,0   |
| 2       | 2 | Super Light   | Jörgen Westholm        | Jörgen Westholm    | Sverige   | 12,10 | 1.12,2   |
| 3       | 3 | Steinlager    | Per Oleg Midtfjeld     | Per Oleg Midtfjeld | Norge     | 2,10  | 1.12,3   |
| 4       | 7 | Snazzy Millie | Rick Zeron             | Paul Skjaker       | Kanada    | 9,30  | 1.12,5ag |
| 0       | 8 | Citation      | Erik Adielsson         | Stig H. Johansson  | Sverige   | 13,40 | 1.12,5   |
| 0       | 4 | Fairbank Gi   | Giuseppe Pietro Maisto | Holger Ehlert      | Italien   | 15,30 | 1.11,1   |
| 0       | 6 | Jardy         | Jean-Michel Bazire     | Jean-Michel Bazire | Sverige   | 9,10  | 1.11,4   |
| struken | 5 | Mara Bourbon  | Enrico Bellei          | Jean Pierre Dubois | Frankrike | -     | -        |

## Kvalheat 2
| P | S | Häst              | Kusk               | Tränare            | Land      | Odds  | Tid    |
| - | - | ----------------- | ------------------ | ------------------ | --------- | ----- | ------ |
| 1 | 3 | Hot Shot Knick    | Thomas Uhrberg     | Kari Lähdekorpi    | Sverige   | 3,09  | 1.10,5 |
| 2 | 4 | Thai Tanic        | Björn Goop         | Olle Goop          | Sverige   | 28,10 | 1.11,0 |
| 3 | 5 | Malabar Circle Ås | Andrea Guzzinati   | Jerry Riordan      | Italien   | 34,30 | 1.11,2 |
| 4 | 7 | Giant Diablo      | Örjan Kihlström    | Roger Walmann      | Sverige   | 19,40 | 1.11,2 |
| 0 | 8 | Victory Tilly     | Erik Adielsson     | Stig H. Johansson  | Sverige   | 15,30 | 1.12,2 |
| d | 2 | Kool du Caux      | Joseph Verbeeck    | Fabrice Souloy     | Frankrike | 6,30  | 8a     |
| d | 1 | Jag de Bellouet1  | Christophe Gallier | Christophe Gallier | Frankrike | 1,70  | frd2a  |
| d | 6 | Lets Go2          | Enrico Bellei      | Holger Ehlert      | Italien   | 88,30 | frd4a  |

1 Jag de Bellouet slutade på andra plats i kvalheatet, och kvalificerade sig till final. Tabellen visar resultatet efter diskvalificering.

2 Lets Go slutade på fjärde plats i kvalheatet, och kvalificerade sig till final. Tabellen visar resultatet efter diskvalificering.

## Finalheat
| P | S | Häst             | Kusk               | Tränare            | Land      | Odds   | Tid    |
| - | - | ---------------- | ------------------ | ------------------ | --------- | ------ | ------ |
| 1 | 2 | Conny Nobell     | Björn Goop         | Olle Goop          | Sverige   | 4,10   | 1.09,9 |
| 2 | 5 | Thai Tanic       | Olle Goop          | Olle Goop          | Sverige   | 71,30  | 1.09,9 |
| 3 | 1 | Hot Shot Knick   | Thomas Uhrberg     | Kari Lähdekorpi    | Sverige   | 5,90   | 1.10,4 |
| 4 | 6 | Steinlager       | Per Oleg Midtfjeld | Per Oleg Midtfjeld | Norge     | 18,90  | 1.10,6 |
| 5 | 3 | Super Light      | Jörgen Westholm    | Jörgen Westholm    | Sverige   | 17,50  | 1.10,8 |
| 0 | 7 | Snazzy Millie    | Rick Zeron         | Paul Skjaker       | Kanada    | 24,00  | 1.11,0 |
| d | 4 | Jag de Bellouet3 | Christophe Gallier | Christophe Gallier | Frankrike | 1,48   | frd1a  |
| d | 8 | Lets Go4         | Enrico Bellei      | Holger Ehlert      | Italien   | 233,40 | frd2a  |

3 Jag de Bellouet slutade på första plats i finalen, men diskvalificerades sedan för doping. Tabellen visar resultatet efter diskvalificering.

4 Lets Go slutade på andra plats i finalen, men diskvalificerades sedan för doping. Tabellen visar resultatet efter diskvalificering.